# 鍋島幹

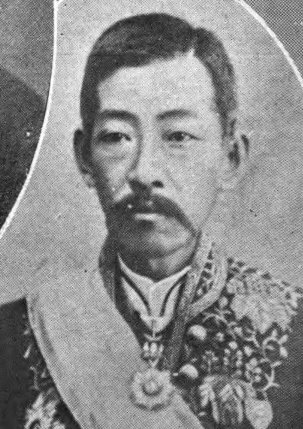
鍋島幹

鍋島 幹（なべしま みき、1844年10月23日（天保15年9月12日） - 1913年（大正2年）9月1日）は、幕末の佐賀藩士、明治期の官僚・政治家。元老院議官、貴族院議員。位階・勲等・爵位は従二位勲一等男爵。幼名は道太郎。諱は貞幹、のち幹に改めた。

## 経歴
肥前国佐賀八幡小路に佐賀藩士・伊東祐元の三男として生まれ、同藩士・鍋島藤蔭の養子となる。佐賀藩老、仮代官を務めた。
慶応4年6月（1868年7-8月）、真岡知県事として新政府に出仕。1869年、日光県知事に転任し、1871年12月、栃木県が設置され初代県令に就任した。1881年6月、元老院議官となる。その後、青森県知事を経て、1889年12月、広島県知事に就任し、日清戦争の態勢整備に努めた。
1895年10月、男爵を叙爵。1896年9月11日、貴族院勅選議員に任じられ、死去するまで在任した。

## 栄典
- 1886年（明治19年）11月16日 - 正四位[2]
- 1888年（明治21年）5月29日 - 勲二等旭日重光章[3]
- 1889年（明治22年）11月25日 - 大日本帝国憲法発布記念章[4]
- 1890年（明治23年）11月1日 - 従三位[5]
- 1895年（明治28年）10月31日 - 男爵・勲一等瑞宝章[6]
- 1902年（明治35年）12月20日 - 正三位[7]
- 1906年（明治39年）4月1日 - 旭日大綬章[8][9]
- 1913年（大正2年）9月1日 - 従二位[10]

外国勲章佩用允許
- 1892年（明治25年）4月19日 - ハワイ王国：王冠第一等勲章（英語版）[11]

## 親族
- 父：伊東祐元 - 佐賀藩士
- 養父：鍋島藤蔭 - 佐賀藩士
- 妻：鍋島貞（てい） - 養父・長女[12]
  - 長女：ヨシ - 石黒宇宙治（海軍軍医総監）夫人[12][13]
  - 次女：タケ - 平山成信夫人[12]
  - 三女：スマ - 宇都宮太郎夫人[12]
  - 四女：トラ - 安田善助夫人[12][14][15]
  - 五女：ウタ - 平尾治郞（佐賀県士族）夫人[9]
  - 六女：ミヨ - 伊東祐保夫人[12]
  - 七女：トシ - 松村龍雄夫人[12]
  - 八女：スミ - 広瀬猛夫人[12][9]
  - 長男：鍋島陸郎 - 男爵、式部官、陸軍砲兵大尉[12]。1888年生まれ[9]。戸籍上は次男、1913年家督相続[9]。妻は岡山県士族出身の外交官・島村久の次女・喜美子（東京女学館出身）[9][16][17]。
- 妾：テウ[18]
  - 庶子：鍋島卯八 - 妻は銀行家・川上直之助（岳父は松方正義）の次女・愛子（東洋英和女学校出身）[19]。
  - 庶子：鍋島辰郎
- 甥：
  - 伊東祐俊 - 近衛歩兵第一聯隊大隊長・水戸連隊区司令官
  - 伊東祐保 - 海軍大佐・戦死